# 夢野久作
夢野久作（日语：／ Yumeno Kyūsaku，1889年1月4日—1936年3月11日），是日本禅僧、陆军少尉、邮局局长、小说家、诗人、科幻作家、推理作家、奇幻作家。本名杉山泰道，幼名杉山直樹。戒名悟真院吟園泰道居士。现在也被称作梦久、梦Q等。
“梦野久作”这个笔名取自福冈博多地区的方言，指精神恍惚、经常做梦的人。曾用笔名有海若蓝平、香俱土三鸟、土原耕作、萠圆、杉山萠圆、沙门萠圆、萠圆山人、萠圆生、萠圆泰道、朴平、白木朴平、三鸟山人、香椎村人、青杉居士、外人某氏、钝骨生、TS生、T生等。

## 生平
生於福岡縣福岡市小姓町。夢野久作幼時父母離異，深受祖父文學教育的薰陶，中學時期接觸了愛倫坡的小說，開啟對推理小說的興趣。曾於1915年出家，兩年後還俗後從事記者工作，開始創作推理小說，以《妖鼓》（あやかしの鼓）參加推理專門誌《新青年》榮登佳作，正式成為推理作家。作品風格詭異、恐怖、醜惡，最出名的作品為涉及精神病學的《腦髓地獄》，被譽為日本推理小說四大奇書之一。中年因腦溢血而驟逝。

## 作品
梦野久作 名义
- 《妖鼓》（あやかしの鼓）
- 《夫人探索》（夫人探索）
- 《乡下事件》（いなか、の、じけん）
- 《人的脸》（人の顔）
- 《瓶装地狱（日语：瓶詰の地獄）》
- 《死后之恋（日语：死後の恋）》
- 《泪水的不在场证明》（涙のアリバイ）
- 《贴画的奇迹（日语：押絵の奇蹟）》
- 《微笑》（微笑）
- 《中国米袋（日语：支那米の袋）》
- 《铁锤》（鉄槌)
- 《飞行阳伞（日语：空を飛ぶパラソル）》
- 《复仇》 （復讐）
- 《蛋》（卵）
- 《童贞》（童貞）
- 《先行一步》（一足お先に）
- 《死于玩笑》（冗談に殺す）
- 《灵感》（霊感）
- 《椰子果实》（ココナットの実）
- 《犬神博士》（犬神博士）
- 《超人鬚野博士》（超人鬚野博士）
- 《斜坑》（斜坑）
- 《怪梦》（怪夢）
- 《聚集焦点》（焦点を合わせる）
- 《狂人之笑》（狂人は笑う）
- 《幽灵与推进器》（幽霊と推進機）
- 《建筑物》（ビルジング）
- 《疯子地狱》（キチガヒ地獄）
- 《老巡警》（老巡査）
- 《不冒烟的烟囱》（けむりを吐かぬ煙突）
- 《吊死尸》（縊死体）
- 《暗黑公使》（暗黒公使）
- 《冰之涯（日语：氷の涯）》
- 《炸弹太平记》（爆弾太平記）
- 《白菊》（白菊）
- 《渴望被斩》（斬られたさに）
- 《山羊胡主编》（山羊鬚編集長）
- 《船难小子》（難船小僧）
- 《冲突心理》（衝突心理）
- 《近视艺伎与迷宫事件》（近眼芸妓と迷宮事件）
- 《白色红花》（
- 《骸骨的黑穗》（骸骨の黒穂）
- 《少女地獄（日语：少女地獄）》（)
- 《回声》（木魂）
- 《脑髓地狱》（ドグラ・マグラ）
- 《S岬西洋夫人絞殺事件》（S岬西洋夫人絞殺事件）
- 《哑女的笑》（笑ふ唖女）
- 《二重心脏》（二重心臓）
- 《睁眼》（眼を開く）
- 《巡警辞职》（巡査辞職）
- 《无系统霍乱》（無系統虎列刺）
- 《人肉唱片》（人間レコード）
- 《剪发虫》（髪切虫）
- 《继子》（継子）
- 《人肉香肠（日语：人間腸詰）》
- 《恶魔祈祷书》（悪魔祈祷書）
- 《名娼满月》（名娼満月）
- 《女矿主》（女坑主）
- 《战场》（戦場）
- 《冥土进行曲》（冥土行進曲）
- 《戏剧狂冒险》（芝居狂冒険）
- 《音痴》（オンチ）
- 《名君忠之》（名君忠之）
- 《赤猪口兵卫》（赤猪口兵衛）
- 《近世快人传》（近世快人伝）
- 《谈父亲杉山茂丸》（父杉山茂丸を語る）
- 《鼻子的表现》（鼻の表現）
- 《吞仙士》（呑仙士）
- 《征讨啤酒公司》（ビール会社征伐）
- 《月食》（月蝕）
- 《侦探小说的本质》（探偵小説の正体）
- 《侦探小说的真正使命》（探偵小説の真使命）
- 《回甲贺三郎》（甲賀三郎氏に答う）
- 《能乐为何物》（能とは何か）
- 《猎奇歌（日语：猟奇歌）》

等多数作品
 名義
- 《露露与咪咪》（ルルとミミ）

海若藍平 名義
- 《蓝水仙、红水仙》（青水仙、赤水仙）
- 《狗与人偶》（犬と人形）
- 《点心的大舞会》（お菓子の大舞踏会）
- 《Kikiritsutsuri》（キキリツツリ）
- 《口技》（クチマネ）
- 《黑色头颅》（黒い頭）
- 《白椿》（白椿）
- 《章鱼脚》（章魚の足）
- 《虫之生命》（虫の生命）
- 《咚》（ドン）
- 《雪之塔》（雪の塔）
- 《返老还童药》（若返りの薬）

香倶土三鳥 名義
- 《牛虻的谢礼》（虻のおれい）
- 《雨天娃娃》（雨ふり坊主）
- 《医生与病人》（医者と病人）
- 《梅子的香气》（梅のにおい）
- 《铅笔芯》（鉛筆のシン）
- 《钱与手枪》（お金とピストル）
- 《咔嚓咔嚓》（がちゃがちゃ）
- 《老师的眼球》（先生の眼玉に）
- 《鹰与比目鱼》（鷹とひらめ）
- 《狸猫和与太郎》（狸と与太郎）
- 《寒蝉》（ツクツク法師）
- 《电线杆与乌云》（電信柱と黒雲）
- 《人偶与狼》（人形と狼）
- 《奇妙的望远镜》（奇妙な遠眼鏡）
- 《两个包》（二つの鞄）
- 《两个男人与车夫》（二人の男と荷車曳き）
- 《森林之神》（森の神)
- 《约定》（約束）
- 《多话公主》（オシャベリ姫， 名義）

杉山萠圓 名義
- 《梅津只圆翁传》（梅津只円翁伝）
- 《从街头看穿的新东京背面》（街頭から見た新東京の裏面）
- 《黑白故事》（黒白ストーリー）
- 《白发小僧》（白髪小僧）
- 《东京人的堕落时代》（東京人の堕落時代）

土原耕作 名義
- 《怀表》（懐中時計）
- 《跳蚤与蚊子》（蚤と蚊）
- 《家猪与野猪》（豚と猪）
- 《蛇与青蛙》（蛇と蛙）
- 《画笔与油漆》（ペンとインキ）

萠圓山人 名義
- 《猴小子》（猿小僧）

## 外部連結
- （日語）http://www1.kcn.ne.jp/~orio/ （页面存档备份，存于）
- （繁體中文）《犬之惡作劇》中文翻譯 （页面存档备份，存于）
- （日語）https://www.aozora.gr.jp/index_pages/person96.html （页面存档备份，存于） - 青空文库